# ABT-418
ABT-418是一种有机化合物，化学式为C9H14N2O，由美國雅培开发，可用作益智藥和抗焦慮藥。